# Vidám tragédia
A Vidám tragédia (eredeti cím: Drôle de drame, szó szerinti fordításban Furcsa dráma) 1937-ben készített és bemutatott fekete-fehér francia filmvígjáték Marcel Carné rendezésében. 
Magyarországon 1941. július 31-én mutatták be.

## Cselekménye
Archibald Soper, Bedford püspöke (Louis Jouvet) nagy ellenzője a bűnügyi regényeknek. Londonban szervezett gyűlésén a népszerű bűnügyi írót, Félix Chapelt ostorozza, akit azonban senki nem ismer személyesen, még a kiadója sem. A izgalmas krimik szerzője valójában Irwin Molyneux botanika professzor (Michel Simon), otthon meghunyászkodó papucsférj és véletlenül éppen Soper unokaöccse. A püspök úr ellensége a ponyvának, de barátja a finom ételeknek. Meg is hívatja magát vacsorára Molyneux-ékhez, ahol közben egy kis bonyodalom támad. 
A ház úrnője, Margaret Molyneux (Françoise Rosay) lehordta a személyzetet és a távozó szakácsnő helyett most maga kénytelen a tűzhely mellé állni, Éva titkárnőből pedig felszolgáló lesz. A vendégnek azt hazudják, hogy a feleség elutazott, ám a püspököt nem könnyű becsapni: bizonyos jelek arra utalnak, hogy Molineux a feleségét eltette láb alól. Soper tehát kijelenti, hogy megvárja Margare Molyneux hazaérkezését. A regényes bűnügyek megoldásában jártas író együgyű módon feleségével együtt megszökik saját otthonából, Soper jelenti az ügyet a rendőrségnek, és megkezdődik a nyomozás. Az állítólagos gyilkos állítólagos bűntársa, vagyis Éva titkárnő is eltűnik, csak udvarlóját, a tejesfiú Billyt tudják elcsípni. A bonyodalmat és a humoros helyzeteket fokozza, hogy Kramps (Jean-Louis Barrault), a hentesekre „specializálódott” sorozatgyilkos most a krimiíróra vadászik. Végül a helyzet tisztázódik, és mindenki elnyeri megérdemelt nyugalmát. Még a rendőrség is elégedett lehet, hiszen sikerült elfognia az egyik régóta keresett bűnözőt.

## Jellemzői
A Vidám tragédia a bűnügyi filmek paródiája, humoros helyzetekkel, groteszk alakokkal. Nevetségessé teszi az ájtatoskodást, a korlátoltságot. Ugyanakkor valamilyen kesernyés lírai hangulat is jellemzője „ennek az ötletes, de kissé kiagyalt és hideg fantáziajátéknak, amelynek vidám hangulatát a rendező költői becsvágya fékezte.” Ez a fajta líraiság a rendező állandó alkotótársának, a költő Jacques Prévertnek is sajátja, aki ennek és Carné legjobb filmjei forgatókönyvének is írója volt.
Gregor–Patalas szerzőpáros filmtörténete szerint a film „mestermű”, amely romboló humorával a hagyományos értékeket kívánja megkérdőjelezni. „A Vidám tragédiában, amelyet elkészítése idején, de még később is rendszerint érdemén alul értékeltek, rengeteg nagyszerű képsort látunk… (…) A típusábrázolás komikumába keserűség és tiltakozás vegyül – ez Prévert költészetének jellemző vonása, amely már a Vidám tragédiában is megmutatkozott.”

## Szereplők
- Françoise Rosay – Margaret Molyneux
- Michel Simon –  Irwin Molyneux, a botanika professzora, alias Felix Chapel regényíró
- Louis Jouvet – Monseigneur Archibald Soper, Bedford püspöke
- Jean-Pierre Aumont – Billy, a tejesfiú, Éva udvarlója
- Nadine Vogel – Éva, titkárnő
- Pierre Alcover – Bray felügyelő a Scotland Yard-tól
- Jean-Louis Barrault – William Kramps, gyilkos
- Henri Guisol – Buffington, újságíró
- Agnès Capri – utcai énekesnő
- René Génin – utcaseprő
- Marcel Duhamel
- Jane Lory – Mac Phearson nagynéni
- Madeleine Suffel – Victory, nevelőnő
- Jenny Burnay – Mme Pencil, szakácsnő
- Claudie Carter – táncosnő
- Anne Cariel –  Elisabeth Sopper, a püspök felesége
- Ky Duyen – kínai fogadós
- Jean Sinoël – börtönőr
- Yves Deniaud – nyomozó
- Fabien Loris – nyomozó
- Frédéric O'Brady – nyomozó
- Max Morise – inas
- Pierre Prévert – rikkancs
- Guy Decomble
- Marcel Marceau
- Franck Maurice
- Robert Mercier
- Margot Capelier
- Francis Korb
- Fou-Sen
- Raymond Pélissier
- Jean Marais